# دیرک بارسیکو
دیرک بارسیکو (انگلیسی: Dirk Barsikow؛ زادهٔ ۱ اکتبر ۱۹۶۲) بازیکن فوتبال اهل آلمان است.